# Bimetal
Bimetal ili bimetalna vrpca je elektromehanički element načinjen od dviju vrpci različitih kovina, prikovanih jedna uz drugu. Zbog različitih koeficijenata toplinskog širenja, grijanjem dolazi do svijanja vrpce. Koristi se kao prekidač – kad je jedan kraj učvršćen, a drugi slobodan – na primjer u termostatima. Savijanje je proporcionalno s temperaturom. Bimetali se primjenjuju i u zaštitnim sklopkama, glačalima, sušilima za kosu, pećnicama i mnogim drugim elektrotoplinskim uređajima.

## Primjena

### Termostat
Termostat je naprava za održavanje temperature u nekom zatvorenom prostoru, uređaju ili sustavu unutar propisanih granica. Obično uklapa i isklapa tok goriva u gorioniku, električnu struju grijala, odnosno hladila ili protok zagrijanog, odnosno ohlađenoga fluida čim temperatura prekorači dopuštenu gornju ili donju graničnu vrijednost. Primjenjuje se na primjer u sustavima grijanja prostorija te u bojlerima, glačalima, pećima, pećnicama, perilicama, sušilicama, hladnjacima i automobilima. U načelu se sastoji od osjetila i pretvornika. Osjetilo (na primjer bimetalna vrpca, termistor, termopar, cjevčica ispunjena živom, elastična komora ispunjena tekućinom ili plinom) reagira na promjene temperature, a pretvornik (na primjer električna sklopka, pneumatski ventil, potenciometar s klizačem, elektroničko pojačalo) pretvara signal osjetila u signal za upravljanje uređajem za grijanje ili hlađenje. Programabilni termostat omogućuje programiranje, na primjer dnevnoga (niža temperatura noću) i tjednoga (niža temperatura u dane odsutnosti) grijanja prostorija za rad ili stanovanje.